# John André
John André (Londra, 2 maggio 1750 – Tappan, 2 ottobre 1780) è stato un militare, poeta e artista inglese, noto per il suo ruolo, durante la Rivoluzione americana, nel tradimento del generale statunitense Benedict Arnold.

## Biografia

### Cattura
Dopo un incontro con Arnold a West Point, André si stava dirigendo con abiti da civile verso le linee inglesi, ma venne fermato alle 9:00 del 23 settembre da tre miliziani americani, i quali dopo averlo fermato gli chiesero da che parte fosse. André, tratto in inganno dalla divisa da mercenario dell'Assia di uno dei tre miliziani, si presentò come un ufficiale inglese. Venuto a conoscenza della nazionalità dei miliziani, mostrò loro un lasciapassare firmato da Arnold, ma nonostante ciò venne perquisito e gli vennero trovati addosso fogli con indicazioni utili per espugnare il forte di West Point, e così l'inglese venne condotto dal colonnello John Jameson il quale, non credendo nel tradimento di Arnold, era deciso a rilasciare André. Ma il maggiore Benjamin Tallmadge, appena arrivato al campo, lo fece prigioniero.

### Processo e condanna
André, essendo un ufficiale  voleva essere considerato come un prigioniero di guerra, e di conseguenza in caso di condanna a morte desiderava essere fucilato, tuttavia una corte di alti ufficiali dell'esercito continentale, creata da George Washington, considerando il fatto che André viaggiava in abiti civili, sotto falso nome e tenendo anche conto del caso di Nathan Hale, decise di condannarlo come spia, e quindi a morte tramite impiccagione. André venne quindi impiccato a Tappan nei pressi di New York il 2 ottobre 1780.